# Ziridava smithersi
Ziridava smithersi är en fjärilsart som beskrevs av Holloway 1977. Ziridava smithersi ingår i släktet Ziridava och familjen mätare. Inga underarter finns listade i Catalogue of Life.